# الزروة (أفلح الشام)

تعديل مصدري - تعديل

الرزوة هي إحدى قرى عزلة بني حربي بمديرية أفلح الشام التابعة لمحافظة حجة، بلغ تعداد سكانها 60 نسمة حسب تعداد اليمن لعام 2004.